# Dirty Work (canción)
«Dirty Work» es una canción interpretada por la banda estadounidense de rock Steely Dan. Fue publicada como la segunda canción de su álbum debut de 1972, Can't Buy a Thrill.

## Escritura y temática
La letra de la canción describe una aventura entre un hombre y una mujer casada, cantada por el hombre. El autor de preguntas frecuentes de Steely Dan, Anthony Robustelli, describe «Dirty Work» como una “canción de autodesprecio”, mientras que The Guardian describe la narrativa como una telenovela. El cantante reconoce que la mujer lo está utilizando, pero está demasiado enamorado para terminar la aventura. El segundo verso presenta la letra: “Like a castle in its corner in a medieval game” (lit. “Como un castillo en su esquina en un juego medieval”), haciendo referencia a la pieza de ajedrez de la torre, siendo el ajedrez un pasatiempo de Becker.

## Estilo y arreglos
La música de la canción ha sido descrita con un sonido más comercial que la mayoría del otro material de la banda. The Guardian dice que suena como “un paseo radiofónico de una canción”, al menos al principio. Stewart Mason de AllMusic atribuye esto, en parte, al estribillo de “modulación ascendente” y al clavinet “conmovedor”, así como también la parte de saxofón tenor interpretada por el músico invitado Jerome Richardson. Brian Sweet, biógrafo de Steely Dan,  describió el solo de saxofón de Richardson como “perfectamente discreto”.
«Dirty Work» es una de las canciones de Can't Buy a Thrill en la que David Palmer proporcionó la voz principal. Brian Sweet planteó la hipótesis de que Fagen no quería cantar la canción él mismo porque él y Becker ni siquiera querían incluirla en el álbum, pero los ejecutivos de ABC Records querían algunas melodías más convencionales en el álbum y, por lo tanto, insistieron en que se incluyera. Los ejecutivos de ABC también pensaron que la canción sería ideal para que la grabaran Three Dog Night o The Grass Roots. Después de que Palmer dejara el grupo, el vocalista de gira Royce Jones cantaría la canción en vivo. Fue revivida en 2006, sin embargo, con las coristas femeninas de la banda cantándola desde la perspectiva de una mujer que tiene una aventura con un hombre casado.

## Lanzamiento y recepción

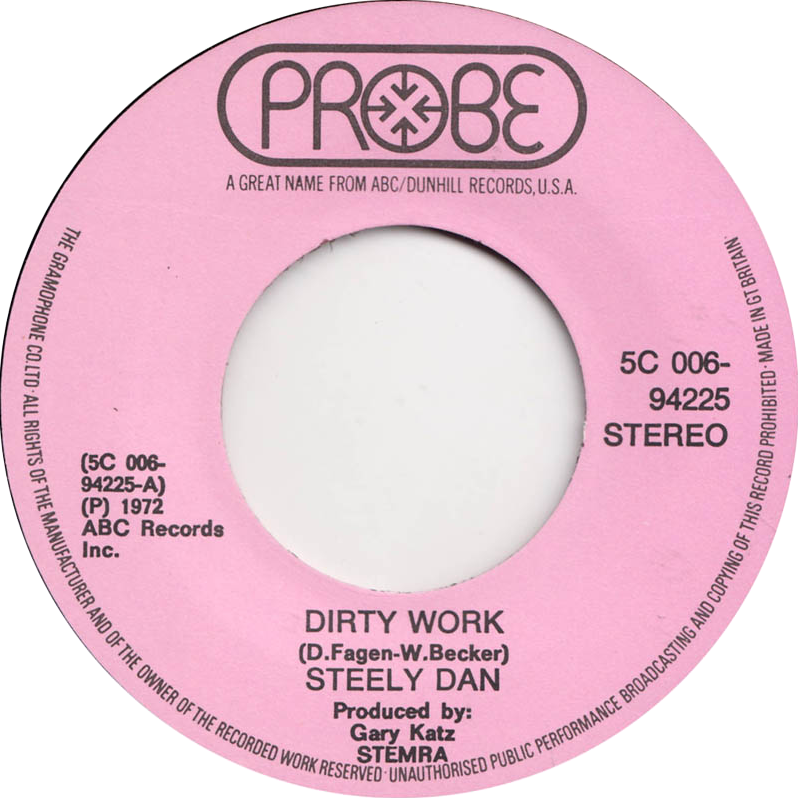
Lado A del lanzamiento de sencillo en Países Bajos en 1973.

La canción se incluyó en el álbum debut de la banda de 1972, Can't Buy a Thrill. Después de un año, la canción fue publicada como el segundo sencillo del álbum en los Países Bajos – en lugar de «Reelin' in the Years».
El crítico de AllMusic Stephen Thomas Erlewine describe «Dirty Work» como una “canción pop fabulosa que subvierte las convenciones tradicionales” y como una de las mejores canciones de Can't Buy a Thrill, mientras que Gary Graff de MusicHound se refiere a ella como “instantáneamente memorable”. En Rolling Stone, James Isaacs atribuye el éxito de la canción al hecho de que “yuxtapone la dulce voz de tenor de David Palmer con letras misóginas”. Robustelli también está de acuerdo en que parte del efecto de la canción es el contraste entre la voz suave de Palmer y la letra áspera.

## Créditos
Créditos adaptados desde las notas de álbum.
Steely Dan
- David Palmer – voz principal
- Donald Fagen – coros, piano, piano eléctrico Wurlitzer, órgano Yamaha YC-30
- Jeff Baxter – guitarra eléctrica
- Denny Dias – guitarra acústica
- Walter Becker – bajo eléctrico, coros
- Jim Hodder – batería, coros

Músicos adicionales
- Jerome Richardson – saxofón tenor
- Snooky Young – fliscorno